# Кравцова, Екатерина Эдуардовна
Екатерина Эдуардовна Кравцова (род. 11 октября 1974, Куляб, Таджикистан, СССР) — российская художница.

## Биография
Родилась в 1974 году Таджикистане. В 1984 году вместе с семьёй переехала в Севастополь. В 1993 году закончила Севастопольскую художественную школу. С 1993 по 1996 год обучалась живописи в Одесском художественном училище. С 1996 по 2002 год училась в Московском полиграфическом институте.
В 2010 году стала победителем грантового конкурса — «Грант имени Ольги Лопуховой для молодых художников», учреждённый Фондом «Виктория — Искусство Быть Современным».

## Выставки
- 2010 — Московская международная биеннале молодого современного искусства «СТОЙ! КТО ИДЕТ?», Москва, Россия.